# Gerhard Weissenböck
Gerhard Weissenböck (* 1947 in Mistelbach) ist ein ehemaliger österreichischer Basketballspieler und -trainer sowie Musiker.

## Laufbahn
Weissenböck spielte von 1961 bis 1973 sowie von 1975 bis 1986 Basketball in Mistelbach. Zwischenzeitlich war er von 1973 bis 1975 Spieler des 1. Klosterneuburger BC. In der Saison 1971/72 gehörte er zu den besten Korbschützen der Bundesliga. Im Jahr 1971 bestritt der 1,85 Meter große Flügelspieler gegen Ungarn sein einziges Länderspiel für Österreichs Nationalmannschaft.
Als Trainer betreute er unter anderem seine Söhne Martin Weissenböck und Stefan Weissenböck. 1990 gewann UKJ Mistelbachs Jugendmannschaft unter Trainer Gerhard Weissenböck die österreichische Staatsmeisterschaft. Auch sein Sohn Stefan Weissenböck gehörte zur Meistermannschaft. Die Mistelbacher Herrenmannschaft führte Gerhard Weissenböck als Trainer Ende der 1980er Jahre zum Aufstieg in die Landesliga und Anfang der 1990er in die Bundesliga.
Der hauptberuflich als Lehrer für Englisch, Musik und Sport tätige Weissenböck machte sich auch als Musiker einen Namen, komponierte 1998 unter anderem das Musical „Coole Schule“ und war Chorleiter.